# دروسبيرينون
دروسبيرينون (بالإنجليزية: Drospirenone)‏ ويعرف بالاسم التجاري ياسمين (بالإنجليزية: Yasmin)‏ هو دواء يستخدم لمنع الحمل والعلاج باستخدام الهرمونات البديلة.